# Березовка (приток Волинки)
Березовка — река в России, протекает в Переславском районе Ярославской области; левый приток реки Волинка. Исток находится к западу от села Нагорье.
Сельские населённые пункты около реки: Нагорье, Вехово, Маншино, Мишутино, Лихарево.